# Appias hombroni
Appias hombroni är en fjärilsart som först beskrevs av Lucas 1852.  Appias hombroni ingår i släktet Appias och familjen vitfjärilar. Inga underarter finns listade i Catalogue of Life.